# Taco-Maki
Taco-Maki, auch Taco Sushi, ist ein asiatisch-südamerikanisch-europäisches Fusion-Gericht.

## Etymologie
Der Begriff „Taco-Maki“ ist eine Wortkomposition aus dem mexikanischen Fast-Food-Gericht Taco in Form der zusammengeklappten (statt der eingerollten) Tortilla und dem japanischen Maki-Sushi. Während Taco eine Finger-Food-Speise sind, werden Sushi Maki mit Essstäbchen gegessen.
Nicht zu verwechseln ist dies mit einer Unterart der bekannten japanischen Maki Sushi, bei der Oktopus als Grundlage bzw. Inhalt für die „Reis-Rolle“, die als Form dient, genommen wird. Die japanische Bezeichnung dafür lautet 蛸巻き寿司 (Tako Maki Sushi), wobei das erste Zeichen 蛸 mit der Lesung tako für Oktopus steht.

## Beschreibung
Es besteht aus einem Noriblatt, in das – wie bei einem Taco – Zutaten gefüllt werden. Reis und rohes Fleisch (bindegewebearm – bevorzugt gut abgelegte Rückenstücke, Schlögelteile oder Filet) – ähnlich wie bei Sushi – kommen dabei als Füllung zur Verwendung.
Beim Wild-Takomaki werden in erster Linie Hirschfleisch oder Rehfleisch verwendet; der Reis wird mit Tannenessig gesäuert; das Fleisch anstatt mit Sojasauce und Wasabi mit fermentierter Steinpilzsauce und frisch geriebenem Meerrettich abgeschmeckt. Eingelegter Sauerklee wird zwischen den Bissen verzehrt, um den Gaumen zu erfrischen.
Takomaki gibt es auch als Fisch-Takomaki und Pilz-Takomaki (vegan).